# Saison 1996-1997 de la LAH
Saison précédente Saison suivante
La saison 1996-1997 de la Ligue américaine de hockey est la 61e saison de la ligue durant laquelle dix-huit équipes jouent chacune 80 matchs de saison régulière. Les Bears de Hershey remportent leur huitième coupe Calder.

## Contexte de la saison

### Réorganisation
La ligue renomme les divisions et réorganise les associations pour mieux représenter la situation géographique des équipes :
- La division Atlantique devient la division Canadienne.
- La division Centrale devient la division Empire et passe dans l'association du Nord.
- La division Nord devient la division Nouvelle-Angleterre et passe dans l'association du Sud.
- La division Sud devient la division Mid-Atlantic.

### Changements de franchises
- Les Senators de l'Île-du-Prince-Édouard ainsi que les Aces de Cornwall suspendent leurs activités et sont mis en sommeil.
- Les Oilers du Cap-Breton déménagent à Hamilton et deviennent les Bulldogs de Hamilton dans la division Canadienne.
- Les Thoroughblades du Kentucky et les Phantoms de Philadelphie rejoignent la ligue et intègrent la division Mid-Atlantic.
- Les Rangers de Binghamton passent de la division Sud à la division Empire.

## Saison régulière

### Classement

#### Association du Nord
| Clt   | Équipe                    | PJ | V  | D  | N  | DP | BP  | BC  | Pts |
| ----- | ------------------------- | -- | -- | -- | -- | -- | --- | --- | --- |
| +001, | Maple Leafs de Saint-Jean | 80 | 36 | 28 | 10 | 6  | 265 | 264 | 88  |
| +002, | Flames de Saint-Jean      | 80 | 28 | 36 | 13 | 3  | 237 | 269 | 72  |
| +003, | Bulldogs de Hamilton      | 80 | 28 | 39 | 9  | 4  | 220 | 276 | 69  |
| +004, | Canadiens de Fredericton  | 80 | 26 | 44 | 8  | 2  | 234 | 283 | 62  |

| Clt   | Équipe                    | PJ | V  | D  | N  | DP | BP  | BC  | Pts |
| ----- | ------------------------- | -- | -- | -- | -- | -- | --- | --- | --- |
| +001, | Americans de Rochester    | 80 | 40 | 30 | 9  | 1  | 298 | 257 | 90  |
| +002, | Red Wings de l'Adirondack | 80 | 38 | 28 | 12 | 2  | 258 | 249 | 90  |
| +003, | River Rats d'Albany       | 80 | 38 | 28 | 9  | 5  | 269 | 231 | 90  |
| +004, | Crunch de Syracuse        | 80 | 32 | 38 | 10 | 0  | 241 | 265 | 74  |
| +005, | Rangers de Binghamton     | 80 | 27 | 38 | 13 | 2  | 245 | 300 | 69  |

- En gras : qualifiés pour les séries

#### Association du Sud
| Clt   | Équipe                 | PJ | V  | D  | N  | DP | BP  | BC  | Pts |
| ----- | ---------------------- | -- | -- | -- | -- | -- | --- | --- | --- |
| +001, | IceCats de Worcester   | 80 | 43 | 23 | 9  | 5  | 256 | 234 | 100 |
| +002, | Falcons de Springfield | 80 | 41 | 25 | 12 | 2  | 268 | 229 | 96  |
| +003, | Pirates de Portland    | 80 | 37 | 26 | 10 | 7  | 279 | 264 | 91  |
| +004, | Bruins de Providence   | 80 | 35 | 40 | 3  | 2  | 262 | 289 | 75  |

| Clt   | Équipe                     | PJ | V  | D  | N  | DP | BP  | BC  | Pts |
| ----- | -------------------------- | -- | -- | -- | -- | -- | --- | --- | --- |
| +001, | Phantoms de Philadelphie   | 80 | 49 | 18 | 10 | 3  | 325 | 230 | 111 |
| +002, | Bears de Hershey           | 80 | 43 | 22 | 10 | 5  | 273 | 220 | 101 |
| +003, | Thoroughblades du Kentucky | 80 | 36 | 35 | 9  | 0  | 278 | 284 | 81  |
| +004, | Bandits de Baltimore       | 80 | 30 | 37 | 10 | 3  | 251 | 285 | 73  |
| +005, | Monarchs de la Caroline    | 80 | 28 | 43 | 4  | 5  | 273 | 303 | 65  |

- En gras : qualifiés pour les séries

### Meilleurs pointeurs
| Joueur          | Équipe                     | PJ | B  | A  | Pts | Pun |
| --------------- | -------------------------- | -- | -- | -- | --- | --- |
| Peter White     | Phantoms de Philadelphie   | 80 | 44 | 61 | 105 | 28  |
| Terry Yake      | Americans de Rochester     | 78 | 34 | 67 | 101 | 77  |
| Brian Wiseman   | Maple Leafs de Saint-Jean  | 71 | 33 | 62 | 95  | 83  |
| Václav Prospal  | Phantoms de Philadelphie   | 63 | 32 | 63 | 95  | 70  |
| Patrik Juhlin   | Phantoms de Philadelphie   | 78 | 31 | 60 | 91  | 24  |
| Alekseï Lojkine | Canadiens de Fredericton   | 79 | 33 | 56 | 89  | 41  |
| Gilbert Dionne  | Monarchs de la Caroline    | 72 | 41 | 47 | 88  | 69  |
| Blair Atcheynum | Bears de Hershey           | 77 | 42 | 45 | 87  | 57  |
| Jan Čaloun      | Thoroughblades du Kentucky | 66 | 43 | 43 | 86  | 68  |
| Shawn McCosh    | Phantoms de Philadelphie   | 79 | 30 | 51 | 81  | 110 |

## Match des étoiles
Le 10e Match des étoiles de la LAH a lieu le 16 janvier 1997 au Harbour Station à Saint-Jean. L'équipe des États-Unis est remplacée par l'équipe mondiale, rassemblant les meilleurs joueurs non-canadiens. Cette équipe bat l'équipe du Canada sur le score de 3 buts à 2 après une séance de tirs de fusillade. Le concours d'habileté est remporté également par la sélection mondiale sur la marque de 18 points à 9.

## Séries éliminatoires
- Les huit meilleures équipes de chaque association sont qualifiées.
- Les séries sont organisées sous forme d'arbre par association et par division. Une exception cependant : les cinq franchises de la division Empire étant qualifiées, l'équipe classée cinquième est reversée dans la partie de tableau de la division Canadienne.
- Les quarts-de-finale d'association se disputent au meilleur des cinq matchs. Les tours suivants se jouent au meilleur des sept matchs[5].

|  | Quarts-de-finale d'association | Quarts-de-finale d'association | Quarts-de-finale d'association | Quarts-de-finale d'association |     |                           | Demi-finales d'association | Demi-finales d'association | Demi-finales d'association | Demi-finales d'association |  |  | Finales d'association | Finales d'association | Finales d'association | Finales d'association |  |  | Finale de la Coupe Calder | Finale de la Coupe Calder | Finale de la Coupe Calder | Finale de la Coupe Calder |
|  |                                |                                |                                |                                |     |                           |                            |                            |                            |                            |  |  |                       |                       |                       |                       |  |  |                           |                           |                           |                           |
|  |                                |                                |                                |                                |     |                           |                            |                            |                            |                            |  |  |                       |                       |                       |                       |  |  |                           |                           |                           |                           |
|  | C1                             | Saint-Jean de Terre-Neuve      | 3                              | 3                              |     |                           |                            |                            |                            |                            |  |  |                       |                       |                       |                       |  |  |                           |                           |                           |                           |
|  | C1                             | Saint-Jean de Terre-Neuve      | 3                              | 3                              |     |                           |                            |                            |                            |                            |  |  |                       |                       |                       |                       |  |  |                           |                           |                           |                           |
|  | E5                             | Binghamton                     | 1                              | 1                              |     |                           |                            |                            |                            |                            |  |  |                       |                       |                       |                       |  |  |                           |                           |                           |                           |
|  | E5                             | Binghamton                     | 1                              | 1                              | C1  | Saint-Jean de Terre-Neuve | 3                          | 3                          |                            |                            |  |  |                       |                       |                       |                       |  |  |                           |                           |                           |                           |
|  |                                |                                |                                |                                | C1  | Saint-Jean de Terre-Neuve | 3                          | 3                          |                            |                            |  |  |                       |                       |                       |                       |  |  |                           |                           |                           |                           |
|  |                                |                                | C3                             | Hamilton                       | 4   | 4                         |                            |                            |                            |                            |  |  |                       |                       |                       |                       |  |  |                           |                           |                           |                           |
|  | C3                             | Hamilton                       | C3                             | Hamilton                       | 4   | 4                         | 3                          | 3                          |                            |                            |  |  |                       |                       |                       |                       |  |  |                           |                           |                           |                           |
|  | C3                             | Hamilton                       |                                |                                |     |                           |                            | 3                          |                            |                            |  |  |                       |                       |                       |                       |  |  |                           |                           |                           |                           |
|  | C2                             | Saint-Jean                     | 2                              | 2                              |     |                           |                            |                            |                            |                            |  |  |                       |                       |                       |                       |  |  |                           |                           |                           |                           |
|  | C2                             | Saint-Jean                     | 2                              | 2                              | C3  | Hamilton                  | 4                          | 4                          |                            |                            |  |  |                       |                       |                       |                       |  |  |                           |                           |                           |                           |
|  |                                |                                |                                |                                | C3  | Hamilton                  | 4                          | 4                          |                            |                            |  |  |                       |                       |                       |                       |  |  |                           |                           |                           |                           |
|  |                                |                                | E3                             | Albany                         | 1   | 1                         |                            |                            |                            |                            |  |  |                       |                       |                       |                       |  |  |                           |                           |                           |                           |
|  | E1                             | Rochester                      | E3                             | Albany                         | 1   | 1                         | 3                          | 3                          |                            |                            |  |  |                       |                       |                       |                       |  |  |                           |                           |                           |                           |
|  | E1                             | Rochester                      |                                |                                |     |                           |                            | 3                          |                            |                            |  |  |                       |                       |                       |                       |  |  |                           |                           |                           |                           |
|  | E4                             | Syracuse                       | 0                              | 0                              |     |                           |                            |                            |                            |                            |  |  |                       |                       |                       |                       |  |  |                           |                           |                           |                           |
|  | E4                             | Syracuse                       | 0                              | 0                              | E1  | Rochester                 | 3                          | 3                          |                            |                            |  |  |                       |                       |                       |                       |  |  |                           |                           |                           |                           |
|  |                                |                                |                                |                                | E1  | Rochester                 | 3                          | 3                          |                            |                            |  |  |                       |                       |                       |                       |  |  |                           |                           |                           |                           |
|  |                                |                                | E3                             | Albany                         | 4   | 4                         |                            |                            |                            |                            |  |  |                       |                       |                       |                       |  |  |                           |                           |                           |                           |
|  | E3                             | Albany                         | E3                             | Albany                         | 4   | 4                         | 3                          | 3                          |                            |                            |  |  |                       |                       |                       |                       |  |  |                           |                           |                           |                           |
|  | E3                             | Albany                         |                                |                                |     |                           |                            | 3                          |                            |                            |  |  |                       |                       |                       |                       |  |  |                           |                           |                           |                           |
|  | E2                             | Adirondack                     | 1                              | 1                              |     |                           |                            |                            |                            |                            |  |  |                       |                       |                       |                       |  |  |                           |                           |                           |                           |
|  | E2                             | Adirondack                     | 1                              | 1                              | C3  | Hamilton                  | 1                          | 1                          |                            |                            |  |  |                       |                       |                       |                       |  |  |                           |                           |                           |                           |
|  |                                |                                |                                |                                | C3  | Hamilton                  | 1                          | 1                          |                            |                            |  |  |                       |                       |                       |                       |  |  |                           |                           |                           |                           |
|  |                                |                                | MA2                            | Hershey                        | 4   | 4                         |                            |                            |                            |                            |  |  |                       |                       |                       |                       |  |  |                           |                           |                           |                           |
|  | NE1                            | Worcester                      | MA2                            | Hershey                        | 4   | 4                         | 2                          | 2                          |                            |                            |  |  |                       |                       |                       |                       |  |  |                           |                           |                           |                           |
|  | NE1                            | Worcester                      |                                |                                |     |                           |                            | 2                          |                            |                            |  |  |                       |                       |                       |                       |  |  |                           |                           |                           |                           |
|  | NE4                            | Providence                     | 3                              | 3                              |     |                           |                            |                            |                            |                            |  |  |                       |                       |                       |                       |  |  |                           |                           |                           |                           |
|  | NE4                            | Providence                     | 3                              | 3                              | NE4 | Providence                | 1                          | 1                          |                            |                            |  |  |                       |                       |                       |                       |  |  |                           |                           |                           |                           |
|  |                                |                                |                                |                                | NE4 | Providence                | 1                          | 1                          |                            |                            |  |  |                       |                       |                       |                       |  |  |                           |                           |                           |                           |
|  |                                |                                | NE2                            | Springfield                    | 4   | 4                         |                            |                            |                            |                            |  |  |                       |                       |                       |                       |  |  |                           |                           |                           |                           |
|  | NE3                            | Portland                       | NE2                            | Springfield                    | 4   | 4                         | 2                          | 2                          |                            |                            |  |  |                       |                       |                       |                       |  |  |                           |                           |                           |                           |
|  | NE3                            | Portland                       |                                |                                |     |                           |                            | 2                          |                            |                            |  |  |                       |                       |                       |                       |  |  |                           |                           |                           |                           |
|  | NE2                            | Springfield                    | 3                              | 3                              |     |                           |                            |                            |                            |                            |  |  |                       |                       |                       |                       |  |  |                           |                           |                           |                           |
|  | NE2                            | Springfield                    | 3                              | 3                              | NE2 | Springfield               | 3                          | 3                          |                            |                            |  |  |                       |                       |                       |                       |  |  |                           |                           |                           |                           |
|  |                                |                                |                                |                                | NE2 | Springfield               | 3                          | 3                          |                            |                            |  |  |                       |                       |                       |                       |  |  |                           |                           |                           |                           |
|  |                                |                                | MA2                            | Hershey                        | 4   | 4                         |                            |                            |                            |                            |  |  |                       |                       |                       |                       |  |  |                           |                           |                           |                           |
|  | MA1                            | Philadelphie                   | MA2                            | Hershey                        | 4   | 4                         | 3                          | 3                          |                            |                            |  |  |                       |                       |                       |                       |  |  |                           |                           |                           |                           |
|  | MA1                            | Philadelphie                   |                                |                                |     |                           |                            | 3                          |                            |                            |  |  |                       |                       |                       |                       |  |  |                           |                           |                           |                           |
|  | MA4                            | Baltimore                      | 0                              | 0                              |     |                           |                            |                            |                            |                            |  |  |                       |                       |                       |                       |  |  |                           |                           |                           |                           |
|  | MA4                            | Baltimore                      | 0                              | 0                              | MA1 | Philadelphie              | 3                          | 3                          |                            |                            |  |  |                       |                       |                       |                       |  |  |                           |                           |                           |                           |
|  |                                |                                |                                |                                | MA1 | Philadelphie              | 3                          | 3                          |                            |                            |  |  |                       |                       |                       |                       |  |  |                           |                           |                           |                           |
|  |                                |                                | MA2                            | Hershey                        | 4   | 4                         |                            |                            |                            |                            |  |  |                       |                       |                       |                       |  |  |                           |                           |                           |                           |
|  | MA3                            | Kentucky                       | MA2                            | Hershey                        | 4   | 4                         | 1                          | 1                          |                            |                            |  |  |                       |                       |                       |                       |  |  |                           |                           |                           |                           |
|  | MA3                            | Kentucky                       |                                |                                |     |                           |                            | 1                          |                            |                            |  |  |                       |                       |                       |                       |  |  |                           |                           |                           |                           |
|  | MA2                            | Hershey                        | 3                              | 3                              |     |                           |                            |                            |                            |                            |  |  |                       |                       |                       |                       |  |  |                           |                           |                           |                           |
|  | MA2                            | Hershey                        | 3                              | 3                              |     |                           |                            |                            |                            |                            |  |  |                       |                       |                       |                       |  |  |                           |                           |                           |                           |
|  |                                |                                |                                |                                |     |                           |                            |                            |                            |                            |  |  |                       |                       |                       |                       |  |  |                           |                           |                           |                           |

## Trophées

### Trophées collectifs
| Coupe Calder : Vainqueurs des séries                                        | Bears de Hershey          |
| Trophée Richard-F.-Canning : Vainqueurs de l'association du Nord            | Bulldogs de Hamilton      |
| Trophée Robert-W.-Clarke : Vainqueurs de l'association du Sud               | Bears de Hershey          |
| Trophée Frank-Mathers : Vainqueurs de la division Mid-Atlantic              | Phantoms de Philadelphie  |
| Trophée F.-G.-« Teddy »-Oke : Vainqueurs de la division Nouvelle-Angleterre | IceCats de Worcester      |
| Trophée Sam-Pollock : Vainqueurs de la division Canadienne                  | Maple Leafs de Saint-Jean |
| Trophée John-D.-Chick : Vainqueurs de la division Empire                    | Americans de Rochester    |

### Trophées individuels
| Trophée Les-Cunningham : Meilleur joueur de la saison                                 | Jean-Francois Labbé (Bears de Hershey)    |
| Trophée John-B.-Sollenberger : Meilleur pointeur                                      | Peter White (Phantoms de Philadelphie)    |
| Trophée Dudley-« Red »-Garrett : Meilleure recrue                                     | Jaroslav Svejkovsky (Pirates de Portland) |
| Trophée Eddie-Shore : Meilleur défenseur de la saison                                 | Darren Rumble (Phantoms de Philadelphie)  |
| Trophée Aldege-« Baz »-Bastien : Meilleur gardien                                     | Jean-Francois Labbé (Bears de Hershey)    |
| Trophée Harry-« Hap »-Holmes : Gardien(s) de l'équipe ayant encaissé le moins de buts | Jean-Francois Labbé (Bears de Hershey)    |
| Trophée Louis-A.-R.-Pieri : Meilleur entraîneur de la saison                          | Greg Gilbert (IceCats de Worcester)       |
| Trophée Fred-T.-Hunt : Joueur au meilleur esprit sportif'                             | Steve Passmore (Bulldogs de Hamilton)     |
| Trophée Jack-A.-Butterfield : Meilleur joueur des séries                              | Mike McHugh (Bears de Hershey)            |